# Hornslet Kirke
Hornslet Kirke er en kirke i stationsbyen Hornslet på Djursland.
Kirken i Hornslet kan med rette kaldes for en af de mærkværdigste landsbykirker i Danmark. Sit tilknytningsforhold til den lokale herregård Rosenholm og slægten Rosenkrantz har gjort den til det måske mest fuldendte udtryk for en ”herregårdskirke”. Kirkens tilnavn ”Rosenkrantzernes Mausoleum” afspejler ligeledes dette forhold.

## Den ældste historie
Hornslet Kirke eksisterede dog også før Rosenkrantz-slægten slog sig ned på egnen. Selve stedet har sikkert fra vikingetiden eller måske endnu længere tilbage været centrum i den lokale religionsdyrkelse. Måske er der også engang i 900-tallet blevet rejst en trækirke i Hornslet, selvom der dog ikke er konstateret spor fra en sådan. Hvornår den første stenkirke er bygget, findes der heller ikke dokumentation for. Den ældste omtale af kirken er i et dokument fra 1310, hvor den nævnes som ”Vor Frue og Alle Helgeners Kirke”. De bevarede rester af denne kirke i den nuværende bygning taler dog for en grundlæggelse i 1100-tallet.
Den første kirkebygning var sandsynligvis en typisk landsbykirke fra den romanske tid. Den har bestået af et lille skib og kor. Modsat mange af nabokirkerne blev Hornslet Kirke dog ikke opført i omhyggeligt tilhugne granitkvadre, men derimod af rå, kløvede kampesten opsamlet på markerne i lokalområdet. Som alle kirker på den tid havde den to indgange, på sydsiden hoveddøren og på nordsiden kvindedøren. Kirken havde bjælkeloft, og det indre var ellers hvidkalket og spartansk indrettet. I 1200-årene fik kirken dog kalkmalerier, hvoraf et større felt blev afdækket i 1960’erne. Motiverne er hentet fra ridderkrønikerne omkring Den hellige gral og kong Arthur.

## Den første ombygning
Jørgen Ottesen Rosenkrantz skrev i en kortfattet selvbiografi i 1590: ”Hornslet Kirke er funderet i den strænge Ridder Pitzers Tiid som var Herre til Holm (Rosenholm)…”. Man antager at denne fundering egentlig henviser til en større ombygning af Hornslet Kirke, der er sket i højmiddelalderen omkring år 1400. Denne ”Ridder Pitzer” er sikkert Anders Petz, der nævnes til Holm 1416. Ombygningen omfattede en forlængelse af skibet 6,5 meter mod vest. Modsat den oprindelige bygning opføres denne i munkesten i munkeskifte. Indvendigt blev bræddeloftet fjernet, og der indbyggedes murede krydshvælvinger på indvendige vægpiller. Det var i den forbindelse nødvendigt at løfte taget, og der påmuredes en gesims i tegl på murene. Endelig opførtes der på skibets sydside et våbenhus, ligeledes i munkesten.

## Jørgen Ottesen Rosenkrantzog Hornslet Kirke
I 1559 bringer Jørgen Ottesen Rosenkrantz sig ved mageskifte i besiddelse af gården Holm, som han straks omdøber til Rosenholm og påbegynder byggearbejder. Samtidig blev han ejer af sognets kirker, og i 1560 får han Jus patronatus, dvs. kaldsretten over Hornslet Sogn. Da Hornslet Kirke lå nærmest hans nye herregård, besluttede han sig for at gøre denne kirke til gravkirke for sin slægt. Første projekt var en udvidelse af kirkegården, samt opførelsen af den usædvanlige kirkegårdsportal. Mere omfattende var nedrivningen af det oprindelige lille kor og opførelse af et nyt 13 meter langt, afsluttet med en tresidet apsis. Den blev også opført i munkesten, men nu med krydsskifte. På korets sydside opførtes der et sidekapel, der skulle være rammen om Jørgen Ottesen Rosenkrantz’ mausoleum. Både under det nye kor og kapellet var der etableret underjordiske gravkrypter, hvor kisterne fra slægten kunne placeres. Kapellet, der er opført engang i perioden 1560-80 er ret interessant, da det med sine arkadeudsmykninger har mindelser om lysthuset Pirkentavl ved Rosenholm.
Endelig opførte Rosenkrantz omkring år 1590 det 26,2 meter høje tårn ved skibets vestgavl. Hermed havde kirken også fået en samlet længde på 39,1 meter.

## Kirkebiblioteket
Jørgen Rosenkrantz’ søn var den vidt berømte og lærde Holger Rosenkrantz. Han havde i begyndelsen af 1600-årene et mindre adeligt akademi på Rosenholm. Samtidig havde han fra faderen arvet en pæn bogsamling, som han supplerede meget kraftigt. Rosenholms bibliotek hørte blandt Danmarks største. Den lærde Holger mente dog, at præsterne i godsets kirker skulle have adgang til mere lærdom end flertallet af deres standsfæller, hvorfor han lod opføre en ny etage oven på våbenhuset. I dette rum opstilledes et håndbibliotek til præsternes brug. Holgers barnebarn Iver Rosenkrantz lod 1744 samlingen restaurere, supplere og kategorisere af præsten i Nimtofte. Efterhånden gik bøgerne dog ud af brug. I slutningen af 1800-tallet lod baronen dem hente til Rosenholm, hvor de stadig findes. Der er tale om teologiske og historiske værker, hvoraf de ældste er trykte i året 1482.

## ”Rosenkrantzernes Mausoleum”
Adelsslægterne var tidligere meget standsbevidste. Derfor var det for en adelsmand meget magtpåliggende at kunne dokumentere sit adelige ophav langt tilbage i tiden. Jørgen Ottesen Rosenkrantz ønskede derfor ikke blot, at Hornslet Kirke blev hvilestedet for ham selv og hans efterkommere. Også hans forfædre, der var begravet andre steder, skulle have deres hjemsted i gravkrypten. Således hentedes forfædrenes jordiske rester fra Mariager Kloster, Uth Kirke, Lübeck og flere andre steder. Også generationerne efter Jørgen fik deres kister hensat i krypten. Således er 14 generationer af Rosenkrantz-slægten begravet i Hornslet Kirke. En del af kisterne er siden nedsænket på familiegravstedet på kirkegården.

### Ligsten
I selve kirkerummet var det også synligt, at mange rosenkrantzske aner havde fået deres sidste hvilested her. Over deres begravelser lagde man ligsten, der ofte havde en billedfremstilling af afdøde og en mindetekst. Både gulvet i midtergangen, under stolene og i koret har været tæt belagt med ligsten. Århundreders fodtramp og anden slid havde dog gjort mange af stenene ukendelige, og på sørgelig vis blev mange taget op og anvendt som byggematerialer rundt om i Hornslet by i slutningen af 1800-tallet. De tilbageværende er nu opstillet i våbenhuset.

### Epitafier
- Epitafiet i korets nordside er udført som en art mindemonument i 1584 over Erik Ottesen Rosenkrantz († ca. 1503) og Otte Nielsen Rosenkrantz († 1477), henholdsvis Jørgen Ottesen Rosenkrantz’ oldefader og tipoldefader. Monumentet er opbygget således, at tre hermefigurer bærer et vældigt, rundbuet gavlfelt, i hvis midte man ser et ovalt relief med en dommedagsscene. Mellem hermefigurerne ses indskriftstavler for de to mænd.
- Jørgen Ottesen Rosenkrantz selv indrettede sit gravkapel ved koret som minde for ham og hustruen Dorthe Lange. I gulvet ses en gravsten, der viser ægteparrets 32 anevåben. Et skelet holder en skriftplade, der har citater fra Salomons visdom. Om denne sten er hugget i Jørgens egen levetid er usikkert. Hans dødsdato er nævnt på stenen, men hvor hustruens Dorthe Langes dødsdato senere har skullet tilføjes, findes der stadig blot en tom plads. Udover stenen ser man på kapellets østvæg et prægtigt alterlignende træepitafium efter katolsk forbillede. Det består af et midterparti med en rundbuet afslutning i toppen. Motivet er Jesu opstandelse. På sidefløjene ser man til venstre Jørgen Rosenkrantz med sine to sønner, Otte og Holger. På den højre side ser man Dorthe Lange og datteren Margrethe. Endelig er der på kapellets vestvæg en malet indskriftstavle i træ. Den bærer Jørgens 16 anevåben samt en række vers på latin og jysk, der omhandler døden og henstiller til besøgende at bevare stedet i fred.
- Den lærde Holger Rosenkrantz, søn af bygherren Jørgen, døde i 1642. Fire år senere døde hans kone Sophie Axelsdatter Brahe ligeledes. Efterkommerne rejste nu et monument over dem, men nu i den moderne barokstil. Det er udført i sandsten, og har en central, rektangulær indskriftstavle, flankeret af to rækker med hver 16 anevåben på hver side. Rammen udgøres af doriske søjler på høje postamenter, ægyptiske obelisker og foroven et topstykke med englefigurer og tykke blomsterguirlander. I midten af topstykket sidder et ovalt maleri malet på kobber. Det viser ægteparret Holger Rosenkrantz og Sophie Brahe med foldede hænder, og i baggrunden skimtes den korsfæstede Jesus. Hvem der malede dette fremragende billede har der været mange gisninger omkring. Hofmaleren Karel van Mander er et bud, aarhus-kunstneren Johan Jørgensen Kulbars et andet. Selve stenhuggerarbejdet tilskrives Peder Clausen, en billedhugger i Aarhus.
- Den tredje generation, Erik Rosenkrantz, fik engang efter 1666 udført et epitafium over sig og sine tre hustruer. I opbygningen er det meget lig forældrenes, men med den væsentlige forskel at der kun findes en mindre indskriftstavle i topstykket og til gengæld et stort portrætmaleri i hovedfeltet. Man ser her Erik Rosenkrantz til venstre og til højre de tre koner. Han havde naturligvis kun én ad gangen, så det har kun været den tredje hustru Margrethe Krabbe, som maleren har haft som levende model. Maleriet er tilskrevet hofmaleren Abraham Wuchters. Stenhuggerarbejdet er antagelig udført af ovennævnte Peder Clausens søn, Claus Pedersen.
- Det såkaldte provsteepitafium er udført for Jens Lauridsen Zeuthen i 1607 efter hans hustrus død. Zeuthen var sjælesørger og huspræst hos den den lærde Holger Rosenkrantz. Tavlen menes udført af Mikkel van Groningen, der arbejdede for Rosenkrantz-slægten i de år. Der er kun udført en indskrift i billedets ene tavle over hustruen. Zeuthen selv fik 1610 kaldet som sognepræst i domkirken i Odense. Han døde 1628, og hans arvinger har aldrig fået fuldført indskriften.

Efter Erik Rosenkrantz droppede man traditionen med at lave bekostelige gravmæler i Hornslet. Eriks søn, statsminister Iver Rosenkrantz valgte blot at lade sit portrætmaleri ophænge i kirken. Dette billede befinder sig nu på Rosenholm.

## Inventar

### Altertavlen
Altertavlen stammer fra sengotikken, begyndelsen af 1500-tallet. Midterskabet er udført af mesteren Claus Berg, en tysk billedskærer med værksted i Odense. Antagelig er den skænket af Aarhus-bispen Niels Clausen Skade, der 1512-15 var ejer af Holm, Rosenholms forgænger. Midterskabet har et Golgata-motiv. Langs midtertavle er anbragt seks små alabastrelieffer, som oprindeligt nok har siddet monteret i en vandret række på en lav fløjaltertavle. På predellaen ses et malet motiv fra Getsemane Have samt våbenskjoldene for Jørgen Ottesen Rosenkrantz og hustru Dorthe Lange, samt årstallet 1576. Fløjdørene er blevet overmalet 1672 med nye malerier samt våbenskjolde for Erik Rosenkrantz og hustruer. I klassicismen fik tavlen et topstykke, som dog blev kasseret i 1960.

### Døbefonten og fontehylsteret
Som i mange andre landsbykirker er det ældste inventar her også døbefonten. Den er sandsynligvis udført af stenmesteren Horder (Horderus), der var meget virksom på Djursland. Den har de karakteristiske træk fra hans hånd, tovstaven på kummens øverste rand og rankereliefferne. I baroktiden var den gamle granitkumme imidlertid blevet umoderne, hvorfor der i 1699 blev udført et indpakningshylster med navne og våbenskjolde for Margrethe Krabbe og hendes to afdøde ægtemænd Bjørn Ulfeldt og Erik Rosenkrantz. Inskriptionerne er et opbyggeligt digt af sognedegnen H.C. Trane. Døbefonten blev dog 1915 befriet for hylsteret, som dog er bevaret i Jørgen Rosenkrantz’ kapel.

### Degnestolen
Den såkaldte degnestol lige til højre for alteret er nok snarere en herskabsstol. Den er rigt udskåret med kannelerede søjler, der bærer himmelen. På forsiden er der paneler med relieffer af et mands- og et kvindehoved i arkantusløv. De flankeres af henholdsvis kvindelige og mandlige hermefigurer. Inde i stolen er der rigt udskårne våbenskjolde for Jørgen Ottesen Rosenkrantz og Dorthe Lange. Billedskæreren bag stolen er uden tvivl Mikkel van Groningen, der udførte mange arbejder for Rosenkrantz'erne i perioden 1580-1610.

### Prædikestolen
Jørgen Rosenkrantz lod 1567 opstille en prædikestol ved kirkens sydmur. I udførelsen var den dog temmelig tarvelig, så et par generationerne senere lod Margrethe Krabbe den omforme med snoede baroksøjler og de fire evangelister i bundfelterne.

### Orglet
Orglet er bygget af Daniel Köhne i København. Oprindeligt var det bygget til missionshuset Bethesda i København, men blev 1899 skænket til kirken af lensbaron Hans Carl Oluf Rosenkrantz og pensioneret lærer Christensen.

### Kirkeskibet
Kirkeskibet blev ophængt i kirken 23. april 1880. Det er en fuldrigger, udført af sergent Bebre, der var tolder ved det gamle Toldsted på Gl. Løgten Strand.
- Altertavlen udført af Claus Berg.
- Hylster til døbefonten fra 1699 med våbenskjolde for slægterne Rosenkrantz, Krabbe og Ulfeldt.
- Den såkaldte degnestol - i virkeligheden en herskabsstol udført for Jørgen Ottesen Rosenkrantz. Sandsynligvis af Mikkel van Groningen.

## Restaureringer
Hornslet Kirke har gennem tiderne været igennem flere restaureringer. De mest markante bør nævnes.

### Restaureringer i 1600-tallet
Efter at kirken bygningsmæssigt havde fundet sin endelige form i 1600-tallets begyndelse, gennemgik det indre løbende forandringer. Rosenkrantz lod således altertavlen forandre i 1672. Men navnlig hans enke Margrethe Krabbe lod i årene omkring år 1690-1700 udføre en del arbejder. Døbefonten blev indpakket i et træhylster, en nyt knæfald med snoede søjler blev opstillet, og Jørgen Rosenkrantz’ simple prædikestol fik ligeledes snoede søjler.

### Restaureringer i 1800-tallet
1880-89: I denne periode foretages flere større ændringer og istandsættelser. I 1880-81 blev samtlige stolestader fornyet. Samtidig blev de gamle herskabsstole nedtaget, hvor de smukke intarsiaudsmykkede felter blev genanvendt som panelbeklædning i Brevkammeret på Rosenholm. I årene derefter blev trævinduerne udskiftes med jernvinduer, de overkalkede granitsten på korets mure blev afrensede og gulvet fornyedes. Endelig blev våbenhusets smukke renæssancegavl erstattet af den nuværende enkle.

### Kirkerestaureringen 1960
I 1945 overdrog lensbaronen på Rosenholm Holger Rosenkrantz kirken til selveje på den betingelse, at der indenfor 15 år blev iværksat en restaurering af kirken. Denne restaurering blev indledt i 1960 og var ganske omfattende. Herved fik kirken et nyt og mere moderne udtryk, dog med stor respekt for de gamle kunstværker. Hovedpunkter fra restaureringen:
- Altertavlen blev istandsat af Nationalmuseet. Knæfaldet med de barokke, snoede søjler fra slutningen af 1600-tallet blev udskiftet til et nyt funktionalistisk i metal.
- Vinduerne i korets østende blev tilmurede for fjerne modlys og dermed at skabe bedre lysforhold. Samtidig blev den kunstige belysning kraftigt forbedret.
- Epitafierne blev restaurerede. Erik Rosenkrantz’ blev flyttet et hvælvningsfag mod vest, da man på dets oprindelige plads afdækkede et hidtil ukendt kalkmaleri fra 1200-tallet.
- Døbefonten blev flyttet ned midt i kirkeskibet foran de nyafdækkede kalkmalerier.
- Stolestaderne fra 1880’erne blev kasseret og erstattet af nye løse stole.
- Gulvet fornyedes overalt med stenfliser.

### Kirkerestaureringen 1988
Ligesom i 1960 var det en ganske omfattende istandsættelse, der fandt sted. Men man valgte nu at bringe kirkerummet tilbage til et mere traditionelt interiør, svarende til bygningens historie.
- De løse stole kasseredes. Nye stolestader med gavle og låger blev indsat i stedet.
- Døbefonten flyttedes tilbage til koret.
- Det funktionalistiske knæfald blev fjernet. De gamle snoede baroksøjler fra 1600-tallet blev genmonteret.
- Der lægges trægulv under stolene, mens stenfliserne fra 1960 bevares i resten af kirkerummet.

## Kirkens omgivelser

### Kirkegården
Kirkegården er udvidet flere gange. Dens oprindelige form var nærmest kvadratisk, men i takt med byens udvikling har man flere gange måtte inddrage nye arealer, senest i 1955.
Det nuværende kapel blev indviet 1972. Lidt syd for kirken finder man Rosenkrantz-slægtens store familiegravsted indhegnet af en jerngitter. Det blev anlagt efter man opgav begravelserne inde i kirken. Seneste begravelse var i 1996, hvor den sidste lensbaronesse Carin Rosenkrantz blev stedt til hvile her.

### Præste- eller Sognegården
Hornslet Præstegård nævnes allerede omkring år 1600 som en af herredets ældste beboelser. Den var som byens øvrige gårde opført i bindingsværk. Ladebygningen var egentlig genbrug, idet den 1748 blev flyttet fra den nedlagte gård Skovelkjær ved Ommestup i Mørke Sogn. I 1800-tallet blev en del af bygningerne dog skalmurede. I 1922 blev laden nedtaget for at blive genopført i Den Gamle By i Aarhus, en plan der dog aldrig blev realiseret. Materialerne fra laden blev anvendt til restaurering af andre gamle bygninger. Rosenholm Kommune overtog præstegården og dens jordtilliggende i 1975 med henblik på udstykning. De sidste udbygninger blev nedrevet i 1979. Den nuværende sognegård i gule mursten er opført i 1966.

### Hospitalet
Ud for kirketårnet lå tidligere byens kirkelade, hvor kirkens tiende, altså det korn og andre naturalier som egnens bønder betalte i afgift, blev opbevaret. Efter at Jørgen Ottesen Rosenkrantz havde fået kaldsretten til kirken, var kirketienden hans ejendom, og laden blev overflødig. Sønnen den lærde Holger Rosenkrantz lod laden indrette med fem kamre som boliger for sognets skrøbelige og fattige. Samtidig oprettede han et legat på 1000 rigsdaler, hvis renter skulle sørge for fattiglemmernes underhold. Denne bygning brændte dog i 1672, hvorefter Holgers søn Erik Rosenkrantz lod den nuværende bygning opføre. Den bærer på facaden i smedejern initialerne for Erik og hans tre hustruer. Huset blev indrettet med plads for 5 beboere, hvilket antal siden hen blev øget flere gange. Efter at der var blevet opført en fattiggård i 1871, tjente huset først som aftægtsbolig for tidligere arbejdere ved Rosenholm. Siden hen fungerede det som graverbolig. Huset hører stadig under Rosenholm og er udlejet til privat beboelse.

### Mindesmærket
Efter 2. verdenskrig blev der ved Løgtenvej ved kirkegårdsdiget opstillet et mindesmærke til ære for de frihedskæmpere, der faldt under besættelsen. Det er udført efter forlæg af kunstneren, baron Arild Rosenkrantz fra Rosenholm. Monumentet blev afsløret på étårsdagen for befrielsen, 5. maj 1946.

## Fra sognets historie
- Da den tidligere statsminister Iver Rosenkrantz (1674-1745) blev begravet i kirken, var følget fra Rosenholm til kirken på ikke mindre end 2000 deltagere! En mængde officerer fra forskellige regimenter var udkommanderet. En oberstløjtnant bar den afdødes elefantorden. To majorer var marskaler, og tolv ritmestre bar kisten.
- Vilhelm Gregersen (1848-1929) var præst ved Hornslet Kirke fra 1897-1918. Han skrev digtsamlinger og salmer. Mest kendt er nok sangen "Der er noget i luften".

## Eksterne kilder
- Søren Sloth Carlsen: ”Hornslet Kirke” – Hornslet Bogtrykkeri 1992
- Søren Sloth Carlsen: ”Hornslet by og sogn” – Hornslet Bogtrykkeri 1982
- Frits Nikolaisen (red): ”Rosenholm” – Randers Amts Historiske Samfund 1991
- Trap Danmark – 4. udgave, 6. bind – Randers Amt 1925.